# Fissidens punctulatus
Fissidens punctulatus är en bladmossart som beskrevs av Sande Lacoste 1872. Fissidens punctulatus ingår i släktet fickmossor, och familjen Fissidentaceae. Inga underarter finns listade i Catalogue of Life.